# El Rosario y el Quemado
El Rosario y el Quemado är en ort i Mexiko.   Den ligger i kommunen Centro och delstaten Tabasco, i den sydöstra delen av landet, 700 km öster om huvudstaden Mexico City. El Rosario y el Quemado ligger 11 meter över havet och antalet invånare är 943.
Terrängen runt El Rosario y el Quemado är mycket platt. Runt El Rosario y el Quemado är det tätbefolkat, med 308 invånare per kvadratkilometer. Närmaste större samhälle är Villahermosa, 11,1 km norr om El Rosario y el Quemado. Trakten runt El Rosario y el Quemado består till största delen av jordbruksmark.